# 10e étape du Tour d'Italie 2022
Pour un article plus général, voir Tour d'Italie 2022.
La 10e étape du Tour d'Italie 2022 se déroule le mardi 17 mai 2022 de Pescara (Abruzzes) à Jesi (Marches), en Italie, sur une distance de 196 km.

## Parcours
Les cent premiers kilomètres longent la Mer Adriatique, sur un profil totalement plat. Après le sprint intermédiaire de Civitanova Marche, le parcours entre dans les terres et le profil devient plus vallonné sur les quatre-vingt-seize derniers kilomètres, avec trois ascensions de quatrième catégorie répertoriées : Crocette di Montecosaro (km 110,8), Recanati (km 126,3) et Monsano (km 187,5) ; avec entre-temps le sprint intermédiaire de Filottrano. La victoire d'étape devrait se jouer entre sprinteurs et baroudeurs.

## Déroulement de la course
L'échappée prend forme dès le départ, avec trois coureurs : le Belge Lawrence Naesen (AG2R Citroën) et les deux Italiens Mattia Bais (Drone Hopper-Androni Giocattoli) et Alessandro de Marchi (Israel-Premier Tech). L'écart maximal avec le peloton est de six minutes.
Au sprint intermédiaire de Civitanova Marche, Mattia Bais passe en tête, avec quatre minutes et vingt-six secondes d'avance sur le peloton ; où les sprinteurs se disputent dans les points : l'Italien Giacomo Nizzolo (Israel-Premier Tech) devance le Français Arnaud Démare (Groupama FDJ) et l'Erythréen Biniam Girmay (Intermarché-Wanty-Gobert Matériaux). Dans la montée du Crocette di Montecosaro, le Danois Christophen Juul Jensen (BikeExchange Jayco) attaque dans le peloton, il est repris huit kilomètres plus tard. Au sommet, Alessandro de Marchi passe en tête ; le peloton passe avec quatre minutes et vingt-et-une secondes de retard, devancé par Juul Jensen de cinq secondes, qui s'est relevé. Au sommet de Recanati, De Marchi passe de nouveau en tête, avec trois minutes d'avance sur le peloton ; dans lequel l'Espagnol David de la Cruz (Astana Qazaqstan) a tenté de s'échapper, en vain, et dont le Britannique Mark Cavendish (Quick-Step Alpha Vinyl) ne parvient plus à suivre le rythme.
Au sprint intermédiaire de Filottrano, Mattia Bais passe en tête ; le peloton passe avec une minute et trente-huit secondes de retard. A trente-trois kilomètres de l'arrivée, Christophen Juul Jensen récidive, suivi par le Belge Dries de Bondt (Alpecin-Fenix) et l'Italien Lorenzo Rota (Intermarché-Wanty-Gobert Matériaux), qui sont rapidement repris ; à l'avant, De Marchi part en solitaire, il est repris aux vingt derniers kilomètres. A neuf kilomètres de l'arrivée, l'Italien Alessandro Covi (UAE Emirates) tente, à son tour, de partir en solitaire, mais il est repris au bout de quelques centaines de mètres par un peloton disloqué par le rythme infernal imposé. Au sommet de Monsano, l'Italien Domenico Pozzovivo (Intermarché-Wanty-Gobert Matériaux) passe en tête devant le Français Romain Bardet (DSM).
Les équipes Intermarché-Wanty-Gobert Matériaux, de l'Erythréen Biniam Girmay, et Alpecin-Fenix, du Néerlandais Mathieu van der Poel, sont les deux seules formations à profiter de ce final indécis ; alors que les sprinteurs les plus massifs, comme l'Australien Caleb Ewan (Lotto-Soudal), le Britannique Mark Cavendish (Quick-Step Alpha Vinyl) et le Français Arnaud Démare (Groupama FDJ) ne sont pas en mesure de disputer la victoire d'étape. Loin d'être avare d'effort, van der Poel participe lui-même à distancer ces principaux rivaux. La victoire d'étape se résume en un duel entre le Néerlandais et l'Erythréen : Girmay lance le sprint, van der Poel, dans sa roue, ne parvient pas à le dépasser.
L'Espagnol Juan Pedro López (Trek-Segafredo) conserve son maillot rose et son maillot blanc ; l'Italien Diego Rosa (Eolo-Kometa) garde son maillot bleu ; Arnaud Démare reste premier au classement cyclamen ;  tout comme l'équipe Bora-Hansgrohe au classement par équipes.

## Résultats

### Classement de l'étape
| \| Classement de l'étape \| Classement de l'étape \| Classement de l'étape \| Classement de l'étape \| Classement de l'étape \| \| Coureur \| Coureur \| Pays \| Équipe \| Temps \| \| --------------------- \| --------------------- \| --------------------- \| ---------------------------------- \| --------------------- \| \| 1er \| Biniam Girmay \| Érythrée \| Intermarché-Wanty-Gobert Matériaux \| 4 h 32 min 07 s \| \| 2e \| Mathieu van der Poel \| Pays-Bas \| Alpecin-Fenix \| + 0 s \| \| 3e \| Vincenzo Albanese \| Italie \| Eolo-Kometa \| + 0 s \| \| 4e \| Wilco Kelderman \| Pays-Bas \| Bora-Hansgrohe \| + 0 s \| \| 5e \| Richard Carapaz \| Équateur \| Ineos Grenadiers \| + 0 s \| \| 6e \| Koen Bouwman \| Pays-Bas \| Jumbo-Visma \| + 0 s \| \| 7e \| Romain Bardet \| France \| Team DSM \| + 0 s \| \| 8e \| Pello Bilbao \| Espagne \| Bahrain Victorious \| + 0 s \| \| 9e \| João Almeida \| Portugal \| UAE Team Emirates \| + 0 s \| \| 10e \| Mauro Schmid \| Suisse \| Quick-Step Alpha Vinyl \| + 0 s \| |                      |          |                                    |                 |
| |                      |          |                                    |                 |
| Source : ProCyclingStats |                      |          |                                    |                 |
| Classement de l'étape |                      |          |                                    |                 |
| Coureur | Coureur              | Pays     | Équipe                             | Temps           |
| 1er | Biniam Girmay        | Érythrée | Intermarché-Wanty-Gobert Matériaux | 4 h 32 min 07 s |
| 2e | Mathieu van der Poel | Pays-Bas | Alpecin-Fenix                      | + 0 s           |
| 3e | Vincenzo Albanese    | Italie   | Eolo-Kometa                        | + 0 s           |
| 4e | Wilco Kelderman      | Pays-Bas | Bora-Hansgrohe                     | + 0 s           |
| 5e | Richard Carapaz      | Équateur | Ineos Grenadiers                   | + 0 s           |
| 6e | Koen Bouwman         | Pays-Bas | Jumbo-Visma                        | + 0 s           |
| 7e | Romain Bardet        | France   | Team DSM                           | + 0 s           |
| 8e | Pello Bilbao         | Espagne  | Bahrain Victorious                 | + 0 s           |
| 9e | João Almeida         | Portugal | UAE Team Emirates                  | + 0 s           |
| 10e | Mauro Schmid         | Suisse   | Quick-Step Alpha Vinyl             | + 0 s           |

### Points attribués pour le classement par points
| Sprint intermédiaire Civitanova Marche (km 99.4) | Sprint intermédiaire Civitanova Marche (km 99.4) | Sprint intermédiaire Civitanova Marche (km 99.4) | Sprint intermédiaire Civitanova Marche (km 99.4) | Sprint intermédiaire Civitanova Marche (km 99.4) |
| ------------------------------------------------ | ------------------------------------------------ | ------------------------------------------------ | ------------------------------------------------ | ------------------------------------------------ |
|                                                  | Coureur                                          | Pays                                             | Équipe                                           | Point(s)                                         |
| 1er                                              | Mattia Bais                                      | Italie                                           | Drone Hopper-Androni Giocattoli                  | 12                                               |
| 2e                                               | Lawrence Naesen                                  | Belgique                                         | AG2R Citroën                                     | 8                                                |
| 3e                                               | Alessandro De Marchi                             | Italie                                           | Israel-Premier Tech                              | 6                                                |
| 4e                                               | Giacomo Nizzolo                                  | Italie                                           | Israel-Premier Tech                              | 5                                                |
| 5e                                               | Arnaud Démare                                    | France                                           | Groupama-FDJ                                     | 4                                                |
| 6e                                               | Biniam Girmay                                    | Érythrée                                         | Intermarché-Wanty-Gobert Matériaux               | 3                                                |
| 7e                                               | Thomas De Gendt                                  | Belgique                                         | Lotto-Soudal                                     | 2                                                |
| 8e                                               | Fernando Gaviria                                 | Colombie                                         | UAE Emirates                                     | 1                                                |
| modifier                                         |                                                  |                                                  |                                                  |                                                  |

| Arrivée d'étape Jesi (km 196) | Arrivée d'étape Jesi (km 196) | Arrivée d'étape Jesi (km 196) | Arrivée d'étape Jesi (km 196)      | Arrivée d'étape Jesi (km 196) |
| ----------------------------- | ----------------------------- | ----------------------------- | ---------------------------------- | ----------------------------- |
|                               | Coureur                       | Pays                          | Équipe                             | Point(s)                      |
| 1er                           | Biniam Girmay                 | Érythrée                      | Intermarché-Wanty-Gobert Matériaux | 25                            |
| 2e                            | Mathieu van der Poel          | Pays-Bas                      | Alpecin-Fenix                      | 18                            |
| 3e                            | Vincenzo Albanese             | Italie                        | Eolo-Kometa                        | 12                            |
| 4e                            | Wilco Kelderman               | Pays-Bas                      | Bora-Hansgrohe                     | 8                             |
| 5e                            | Richard Carapaz               | Équateur                      | Ineos Grenadiers                   | 6                             |
| 6e                            | Koen Bouwman                  | Pays-Bas                      | Jumbo-Visma                        | 5                             |
| 7e                            | Romain Bardet                 | France                        | Team DSM                           | 4                             |
| 8e                            | Pello Bilbao                  | Espagne                       | Bahrain Victorious                 | 3                             |
| 9e                            | João Almeida                  | Colombie                      | UAE Emirates                       | 2                             |
| 10e                           | Mauro Schmid                  | Suisse                        | Quick-Step Alpha Vinyl             | 1                             |
| modifier                      |                               |                               |                                    |                               |

### Points attribués pour le classement du meilleur grimpeur
| Crocette di Montecosaro (km 110.8) 4e catégorie (4,9 km à 2,2%) | Crocette di Montecosaro (km 110.8) 4e catégorie (4,9 km à 2,2%) | Crocette di Montecosaro (km 110.8) 4e catégorie (4,9 km à 2,2%) | Crocette di Montecosaro (km 110.8) 4e catégorie (4,9 km à 2,2%) | Crocette di Montecosaro (km 110.8) 4e catégorie (4,9 km à 2,2%) |
| --------------------------------------------------------------- | --------------------------------------------------------------- | --------------------------------------------------------------- | --------------------------------------------------------------- | --------------------------------------------------------------- |
|                                                                 | Coureur                                                         | Pays                                                            | Équipe                                                          | Point(s)                                                        |
| 1er                                                             | Alessandro De Marchi                                            | Italie                                                          | Israel-Premier Tech                                             | 3                                                               |
| 2e                                                              | Mattia Bais                                                     | Italie                                                          | Drone Hopper-Androni Giocattoli                                 | 2                                                               |
| 3e                                                              | Lawrence Naesen                                                 | Belgique                                                        | AG2R Citroën                                                    | 1                                                               |
| modifier                                                        |                                                                 |                                                                 |                                                                 |                                                                 |

| Recanati (km 126.3) 4e catégorie (3,0 km à 7%) | Recanati (km 126.3) 4e catégorie (3,0 km à 7%) | Recanati (km 126.3) 4e catégorie (3,0 km à 7%) | Recanati (km 126.3) 4e catégorie (3,0 km à 7%) | Recanati (km 126.3) 4e catégorie (3,0 km à 7%) |
| ---------------------------------------------- | ---------------------------------------------- | ---------------------------------------------- | ---------------------------------------------- | ---------------------------------------------- |
|                                                | Coureur                                        | Pays                                           | Équipe                                         | Point(s)                                       |
| 1er                                            | Alessandro De Marchi                           | Italie                                         | Israel-Premier Tech                            | 3                                              |
| 2e                                             | Mattia Bais                                    | Italie                                         | Drone Hopper-Androni Giocattoli                | 2                                              |
| 3e                                             | Lawrence Naesen                                | Belgique                                       | AG2R Citroën                                   | 1                                              |
| modifier                                       |                                                |                                                |                                                |                                                |

| \| Monsano (km 187.5) 4e catégorie (1,7 km à 6,1%) \| Monsano (km 187.5) 4e catégorie (1,7 km à 6,1%) \| Monsano (km 187.5) 4e catégorie (1,7 km à 6,1%) \| Monsano (km 187.5) 4e catégorie (1,7 km à 6,1%) \| Monsano (km 187.5) 4e catégorie (1,7 km à 6,1%) \| \| ----------------------------------------------- \| ----------------------------------------------- \| ----------------------------------------------- \| ----------------------------------------------- \| ----------------------------------------------- \| \| \| Coureur \| Pays \| Équipe \| Point(s) \| \| 1er \| Domenico Pozzovivo \| Italie \| Intermarché-Wanty-Gobert Matériaux \| 3 \| \| 2e \| Romain Bardet \| France \| Team DSM \| 2 \| \| 3e \| Emanuel Buchmann \| Allemagne \| Bora-Hansgrohe \| 1 \| \| modifier \| \| \| \| \| |                    |           |                                    |          |
| Monsano (km 187.5) 4e catégorie (1,7 km à 6,1%) |                    |           |                                    |          |
| | Coureur            | Pays      | Équipe                             | Point(s) |
| 1er | Domenico Pozzovivo | Italie    | Intermarché-Wanty-Gobert Matériaux | 3        |
| 2e | Romain Bardet      | France    | Team DSM                           | 2        |
| 3e | Emanuel Buchmann   | Allemagne | Bora-Hansgrohe                     | 1        |
| modifier |                    |           |                                    |          |

### Classements aux points intermédiaires
| Sprint intermédiaire Civitanova Marche (km 99.4) | Sprint intermédiaire Civitanova Marche (km 99.4) | Sprint intermédiaire Civitanova Marche (km 99.4) | Sprint intermédiaire Civitanova Marche (km 99.4) | Sprint intermédiaire Civitanova Marche (km 99.4) |
| ------------------------------------------------ | ------------------------------------------------ | ------------------------------------------------ | ------------------------------------------------ | ------------------------------------------------ |
|                                                  | Coureur                                          | Pays                                             | Équipe                                           | Point(s)                                         |
| 1er                                              | Mattia Bais                                      | Italie                                           | Drone Hopper-Androni Giocattoli                  | 10                                               |
| 2e                                               | Lawrence Naesen                                  | Belgique                                         | AG2R Citroën                                     | 6                                                |
| 3e                                               | Alessandro De Marchi                             | Italie                                           | Israel-Premier Tech                              | 3                                                |
| 4e                                               | Giacomo Nizzolo                                  | Italie                                           | Israel-Premier Tech                              | 2                                                |
| 5e                                               | Arnaud Démare                                    | France                                           | Groupama-FDJ                                     | 1                                                |
| modifier                                         |                                                  |                                                  |                                                  |                                                  |

| Sprint intermédiaire Filottrano (km 153.6) | Sprint intermédiaire Filottrano (km 153.6) | Sprint intermédiaire Filottrano (km 153.6) | Sprint intermédiaire Filottrano (km 153.6) | Sprint intermédiaire Filottrano (km 153.6) |
| ------------------------------------------ | ------------------------------------------ | ------------------------------------------ | ------------------------------------------ | ------------------------------------------ |
|                                            | Coureur                                    | Pays                                       | Équipe                                     | Point(s)                                   |
| 1er                                        | Mattia Bais                                | Italie                                     | Drone Hopper-Androni Giocattoli            | 10                                         |
| 2e                                         | Alessandro De Marchi                       | Italie                                     | Israel-Premier Tech                        | 6                                          |
| 3e                                         | Lawrence Naesen                            | Belgique                                   | AG2R Citroën                               | 3                                          |
| 4e                                         | Barnabás Peák                              | Hongrie                                    | Intermarché-Wanty-Gobert Matériaux         | 2                                          |
| 5e                                         | Aimé De Gendt                              | Belgique                                   | Intermarché-Wanty-Gobert Matériaux         | 1                                          |
| modifier                                   |                                            |                                            |                                            |                                            |

### Bonifications
|   | Coureur              | Pays     | Équipe                          | Secondes |
| - | -------------------- | -------- | ------------------------------- | -------- |
| 1 | Mattia Bais          | Italie   | Drone Hopper-Androni Giocattoli | 3 s      |
| 2 | Alessandro De Marchi | Italie   | Israel-Premier Tech             | 2 s      |
| 3 | Lawrence Naesen      | Belgique | AG2R Citroën                    | 1 s      |

|   | Coureur              | Pays     | Équipe                             | Secondes |
| - | -------------------- | -------- | ---------------------------------- | -------- |
| 1 | Biniam Girmay        | Érythrée | Intermarché-Wanty-Gobert Matériaux | 10 s     |
| 2 | Mathieu van der Poel | Pays-Bas | Alpecin-Fenix                      | 6 s      |
| 3 | Vincenzo Albanese    | Italie   | Eolo-Kometa                        | 4 s      |

## Classements à l'issue de l'étape

### Classement général
| \| Classement général \| Classement général \| Classement général \| Classement général \| Classement général \| \| Coureur \| Coureur \| Pays \| Équipe \| Temps \| \| ------------------ \| ------------------ \| ------------------ \| ---------------------------------- \| ------------------ \| \| 1er \| Juan Pedro López \| Espagne \| Trek-Segafredo \| 42 h 24 min 08 s \| \| 2e \| João Almeida \| Portugal \| UAE Team Emirates \| + 12 s \| \| 3e \| Romain Bardet \| France \| Team DSM \| + 14 s \| \| 4e \| Richard Carapaz \| Équateur \| Ineos Grenadiers \| + 15 s \| \| 5e \| Jai Hindley \| Australie \| Bora-Hansgrohe \| + 20 s \| \| 6e \| Guillaume Martin \| France \| Cofidis \| + 28 s \| \| 7e \| Mikel Landa \| Espagne \| Bahrain Victorious \| + 29 s \| \| 8e \| Domenico Pozzovivo \| Italie \| Intermarché-Wanty-Gobert Matériaux \| + 54 s \| \| 9e \| Emanuel Buchmann \| Allemagne \| Bora-Hansgrohe \| + 1 min 09 s \| \| 10e \| Pello Bilbao \| Espagne \| Bahrain Victorious \| + 1 min 22 s \| |                    |           |                                    |                  |
| |                    |           |                                    |                  |
| Source : ProCyclingStats |                    |           |                                    |                  |
| Classement général |                    |           |                                    |                  |
| Coureur | Coureur            | Pays      | Équipe                             | Temps            |
| 1er | Juan Pedro López   | Espagne   | Trek-Segafredo                     | 42 h 24 min 08 s |
| 2e | João Almeida       | Portugal  | UAE Team Emirates                  | + 12 s           |
| 3e | Romain Bardet      | France    | Team DSM                           | + 14 s           |
| 4e | Richard Carapaz    | Équateur  | Ineos Grenadiers                   | + 15 s           |
| 5e | Jai Hindley        | Australie | Bora-Hansgrohe                     | + 20 s           |
| 6e | Guillaume Martin   | France    | Cofidis                            | + 28 s           |
| 7e | Mikel Landa        | Espagne   | Bahrain Victorious                 | + 29 s           |
| 8e | Domenico Pozzovivo | Italie    | Intermarché-Wanty-Gobert Matériaux | + 54 s           |
| 9e | Emanuel Buchmann   | Allemagne | Bora-Hansgrohe                     | + 1 min 09 s     |
| 10e | Pello Bilbao       | Espagne   | Bahrain Victorious                 | + 1 min 22 s     |

| Classement par points | Classement par points | Classement par points | Classement par points              | Classement par points |
| Coureur               | Coureur               | Pays                  | Équipe                             | Points                |
| --------------------- | --------------------- | --------------------- | ---------------------------------- | --------------------- |
| 1er                   | Arnaud Démare         | France                | Groupama-FDJ                       | 151 pts               |
| 2e                    | Biniam Girmay         | Érythrée              | Intermarché-Wanty-Gobert Matériaux | 148 pts               |
| 3e                    | Mathieu van der Poel  | Pays-Bas              | Alpecin-Fenix                      | 90 pts                |
| 4e                    | Mark Cavendish        | Royaume-Uni           | Quick-Step Alpha Vinyl             | 78 pts                |
| 5e                    | Giacomo Nizzolo       | Italie                | Israel-Premier Tech                | 59 pts                |
| 6e                    | Fernando Gaviria      | Colombie              | UAE Team Emirates                  | 55 pts                |
| 7e                    | Thomas De Gendt       | Belgique              | Lotto-Soudal                       | 53 pts                |
| 8e                    | Filippo Tagliani      | Italie                | Drone Hopper-Androni Giocattoli    | 45 pts                |
| 9e                    | Caleb Ewan            | Australie             | Lotto-Soudal                       | 43 pts                |
| 10e                   | Davide Gabburo        | Italie                | Bardiani CSF Faizanè               | 38 pts                |

| Classement par points | Classement par points | Classement par points | Classement par points              | Classement par points |
| Coureur               | Coureur               | Pays                  | Équipe                             | Points                |
| --------------------- | --------------------- | --------------------- | ---------------------------------- | --------------------- |
| 1er                   | Arnaud Démare         | France                | Groupama-FDJ                       | 151 pts               |
| 2e                    | Biniam Girmay         | Érythrée              | Intermarché-Wanty-Gobert Matériaux | 148 pts               |
| 3e                    | Mathieu van der Poel  | Pays-Bas              | Alpecin-Fenix                      | 90 pts                |
| 4e                    | Mark Cavendish        | Royaume-Uni           | Quick-Step Alpha Vinyl             | 78 pts                |
| 5e                    | Giacomo Nizzolo       | Italie                | Israel-Premier Tech                | 59 pts                |
| 6e                    | Fernando Gaviria      | Colombie              | UAE Team Emirates                  | 55 pts                |
| 7e                    | Thomas De Gendt       | Belgique              | Lotto-Soudal                       | 53 pts                |
| 8e                    | Filippo Tagliani      | Italie                | Drone Hopper-Androni Giocattoli    | 45 pts                |
| 9e                    | Caleb Ewan            | Australie             | Lotto-Soudal                       | 43 pts                |
| 10e                   | Davide Gabburo        | Italie                | Bardiani CSF Faizanè               | 38 pts                |

| Classement de la montagne | Classement de la montagne | Classement de la montagne | Classement de la montagne       | Classement de la montagne |
| Coureur                   | Coureur                   | Pays                      | Équipe                          | Points                    |
| ------------------------- | ------------------------- | ------------------------- | ------------------------------- | ------------------------- |
| 1er                       | Diego Rosa                | Italie                    | Eolo-Kometa                     | 83 pts                    |
| 2e                        | Koen Bouwman              | Pays-Bas                  | Jumbo-Visma                     | 69 pts                    |
| 3e                        | Lennard Kämna             | Allemagne                 | Bora-Hansgrohe                  | 43 pts                    |
| 4e                        | Jai Hindley               | Australie                 | Bora-Hansgrohe                  | 40 pts                    |
| 5e                        | Wout Poels                | Pays-Bas                  | Bahrain Victorious              | 27 pts                    |
| 6e                        | Natnael Tesfatsion        | Érythrée                  | Drone Hopper-Androni Giocattoli | 26 pts                    |
| 7e                        | Davide Formolo            | Italie                    | UAE Team Emirates               | 25 pts                    |
| 8e                        | Romain Bardet             | France                    | Team DSM                        | 21 pts                    |
| 9e                        | Bauke Mollema             | Pays-Bas                  | Trek-Segafredo                  | 20 pts                    |
| 10e                       | Eduardo Sepúlveda         | Argentine                 | Drone Hopper-Androni Giocattoli | 19 pts                    |

| Classement de la montagne | Classement de la montagne | Classement de la montagne | Classement de la montagne       | Classement de la montagne |
| Coureur                   | Coureur                   | Pays                      | Équipe                          | Points                    |
| ------------------------- | ------------------------- | ------------------------- | ------------------------------- | ------------------------- |
| 1er                       | Diego Rosa                | Italie                    | Eolo-Kometa                     | 83 pts                    |
| 2e                        | Koen Bouwman              | Pays-Bas                  | Jumbo-Visma                     | 69 pts                    |
| 3e                        | Lennard Kämna             | Allemagne                 | Bora-Hansgrohe                  | 43 pts                    |
| 4e                        | Jai Hindley               | Australie                 | Bora-Hansgrohe                  | 40 pts                    |
| 5e                        | Wout Poels                | Pays-Bas                  | Bahrain Victorious              | 27 pts                    |
| 6e                        | Natnael Tesfatsion        | Érythrée                  | Drone Hopper-Androni Giocattoli | 26 pts                    |
| 7e                        | Davide Formolo            | Italie                    | UAE Team Emirates               | 25 pts                    |
| 8e                        | Romain Bardet             | France                    | Team DSM                        | 21 pts                    |
| 9e                        | Bauke Mollema             | Pays-Bas                  | Trek-Segafredo                  | 20 pts                    |
| 10e                       | Eduardo Sepúlveda         | Argentine                 | Drone Hopper-Androni Giocattoli | 19 pts                    |

| Classement du meilleur jeune | Classement du meilleur jeune | Classement du meilleur jeune | Classement du meilleur jeune | Classement du meilleur jeune |
| Coureur                      | Coureur                      | Pays                         | Équipe                       | Temps                        |
| ---------------------------- | ---------------------------- | ---------------------------- | ---------------------------- | ---------------------------- |
| 1er                          | Juan Pedro López             | Espagne                      | Trek-Segafredo               | 42 h 24 min 08 s             |
| 2e                           | João Almeida                 | Portugal                     | UAE Team Emirates            | + 12 s                       |
| 3e                           | Thymen Arensman              | Pays-Bas                     | Team DSM                     | + 1 min 27 s                 |
| 4e                           | Iván Sosa                    | Colombie                     | Movistar Team                | + 6 min 55 s                 |
| 5e                           | Pavel Sivakov                | France                       | Ineos Grenadiers             | + 11 min 54 s                |
| 6e                           | Mauri Vansevenant            | Belgique                     | Quick-Step Alpha Vinyl       | + 13 min 52 s                |
| 7e                           | Santiago Buitrago            | Colombie                     | Bahrain Victorious           | + 17 min 10 s                |
| 8e                           | Vadim Pronskiy               | Kazakhstan                   | Astana Qazaqstan Team        | + 22 min 12 s                |
| 9e                           | Gijs Leemreize               | Pays-Bas                     | Jumbo-Visma                  | + 27 min 08 s                |
| 10e                          | Tobias Foss                  | Norvège                      | Jumbo-Visma                  | + 29 min 50 s                |

| Classement du meilleur jeune | Classement du meilleur jeune | Classement du meilleur jeune | Classement du meilleur jeune | Classement du meilleur jeune |
| Coureur                      | Coureur                      | Pays                         | Équipe                       | Temps                        |
| ---------------------------- | ---------------------------- | ---------------------------- | ---------------------------- | ---------------------------- |
| 1er                          | Juan Pedro López             | Espagne                      | Trek-Segafredo               | 42 h 24 min 08 s             |
| 2e                           | João Almeida                 | Portugal                     | UAE Team Emirates            | + 12 s                       |
| 3e                           | Thymen Arensman              | Pays-Bas                     | Team DSM                     | + 1 min 27 s                 |
| 4e                           | Iván Sosa                    | Colombie                     | Movistar Team                | + 6 min 55 s                 |
| 5e                           | Pavel Sivakov                | France                       | Ineos Grenadiers             | + 11 min 54 s                |
| 6e                           | Mauri Vansevenant            | Belgique                     | Quick-Step Alpha Vinyl       | + 13 min 52 s                |
| 7e                           | Santiago Buitrago            | Colombie                     | Bahrain Victorious           | + 17 min 10 s                |
| 8e                           | Vadim Pronskiy               | Kazakhstan                   | Astana Qazaqstan Team        | + 22 min 12 s                |
| 9e                           | Gijs Leemreize               | Pays-Bas                     | Jumbo-Visma                  | + 27 min 08 s                |
| 10e                          | Tobias Foss                  | Norvège                      | Jumbo-Visma                  | + 29 min 50 s                |

| Classement par équipes | Classement par équipes             | Classement par équipes | Classement par équipes |
| Équipe                 | Équipe                             | Pays                   | Temps                  |
| ---------------------- | ---------------------------------- | ---------------------- | ---------------------- |
| 1re                    | Bora-Hansgrohe                     | Allemagne              | 27 h 15 min 29 s       |
| 2e                     | Bahrain Victorious                 | Bahreïn                | + 4 min 17 s           |
| 3e                     | Intermarché-Wanty-Gobert Matériaux | Belgique               | + 5 min 24 s           |
| 4e                     | Ineos Grenadiers                   | Royaume-Uni            | + 14 min 02 s          |
| 5e                     | Trek-Segafredo                     | États-Unis             | + 16 min 40 s          |
| 6e                     | Team DSM                           | Pays-Bas               | + 17 min 46 s          |
| 7e                     | Movistar Team                      | Espagne                | + 20 min 51 s          |
| 8e                     | Jumbo-Visma                        | Pays-Bas               | + 24 min 01 s          |
| 9e                     | Astana Qazaqstan Team              | Kazakhstan             | + 30 min 47 s          |
| 10e                    | UAE Team Emirates                  | Émirats arabes unis    | + 33 min 49 s          |

| Classement par équipes | Classement par équipes             | Classement par équipes | Classement par équipes |
| Équipe                 | Équipe                             | Pays                   | Temps                  |
| ---------------------- | ---------------------------------- | ---------------------- | ---------------------- |
| 1re                    | Bora-Hansgrohe                     | Allemagne              | 27 h 15 min 29 s       |
| 2e                     | Bahrain Victorious                 | Bahreïn                | + 4 min 17 s           |
| 3e                     | Intermarché-Wanty-Gobert Matériaux | Belgique               | + 5 min 24 s           |
| 4e                     | Ineos Grenadiers                   | Royaume-Uni            | + 14 min 02 s          |
| 5e                     | Trek-Segafredo                     | États-Unis             | + 16 min 40 s          |
| 6e                     | Team DSM                           | Pays-Bas               | + 17 min 46 s          |
| 7e                     | Movistar Team                      | Espagne                | + 20 min 51 s          |
| 8e                     | Jumbo-Visma                        | Pays-Bas               | + 24 min 01 s          |
| 9e                     | Astana Qazaqstan Team              | Kazakhstan             | + 30 min 47 s          |
| 10e                    | UAE Team Emirates                  | Émirats arabes unis    | + 33 min 49 s          |

## Abandons
- aucun